# Neochromadora munita
Neochromadora munita är en rundmaskart som beskrevs av Lorenzen 1972. Neochromadora munita ingår i släktet Neochromadora och familjen Chromadoridae. Inga underarter finns listade i Catalogue of Life.